# 魏明谷
魏明谷（1963年3月18日—），中華民國政治人物，生於彰化縣埔心鄉，民主進步黨新潮流系成員，現任總統府國策顧問、財團法人中小企業信用保證基金董事長，曾任台灣自來水公司董事長、彰化縣縣長、立法委員、彰化縣議會議員。2012年參選第八屆立法委員，以50.24%得票率擊敗中國國民黨籍立委蕭景田；2014年11月25日，為競選彰化縣縣長而與競選臺中市市長的林佳龍連袂宣布辭去立委，結果大贏國民黨候選人林滄敏十萬多票。其得票數創下民進黨在彰化歷屆選舉新高，也是民進黨在彰化首位以過半得票數當選的男性縣長；2018年連任失利；2019年獲行政院指派接任台灣自來水公司董事長；2021年獲聘為總統府國策顧問；2023年出任財團法人中小企業信用保證基金董事長。

## 選舉紀錄
| 年度 | 選舉屆數               | 選舉區               | 所屬政黨   | 得票數  | 得票率 | 當選標記 | 備註 |
| ---- | ---------------------- | -------------------- | ---------- | ------- | ------ | -------- | ---- |
| 1994 | 第十三屆彰化縣議員選舉 | 彰化縣第四選舉區     | 民主進步黨 | 10,003  | 10.44% |          |      |
| 1998 | 第十四屆彰化縣議員選舉 | 彰化縣第四選舉區     | 民主進步黨 | 9,406   | 9.88%  |          |      |
| 2001 | 第五屆立法委員選舉     | 彰化縣立法委員選舉區 | 民主進步黨 | 55,559  | 9.04%  |          |      |
| 2004 | 第六屆立法委員選舉     | 彰化縣立法委員選舉區 | 民主進步黨 | 35,003  | 5.44%  |          |      |
| 2012 | 第八屆立法委員選舉     | 彰化縣第四選舉區     | 民主進步黨 | 92,085  | 50.24% |          |      |
| 2014 | 第十七屆彰化縣縣長選舉 | 彰化縣               | 民主進步黨 | 386,405 | 53.71% |          |      |
| 2018 | 第十八屆彰化縣縣長選舉 | 彰化縣               | 民主進步黨 | 283,269 | 39.87% |          |      |

## 主張
在1979年主要發生於彰化與臺中之米糠油中毒事件，使兩千多位民眾因多氯聯苯中毒而長期受害、甚而影響後代迄今，卻因廠商無力賠償且油症不在全民健康保險給付範圍而需獨自面對病症苦難與社會壓力。魏明谷與出身彰化的立委林淑芬自2012年起即仿效日本立法例提出「油症受害者救濟法草案」待審，但林滄敏等所有該區域藍營立委（7位中國國民黨籍與1位無黨籍顏寬恒）均反對即時交付二讀審查討論。
魏明谷在立法院時期提醒中央政府官員，許多外籍勞工為了還債，必須在台灣工作賺錢，有的還被嚴重剝削，過著非常糟糕的生活。甚至有外勞擔心被查緝到，所以生病卻不敢就醫。有雇主遇到外勞受傷同樣擔心被查緝到而不敢將受傷的外籍勞工送醫，導致外籍勞工最後不治，遺體被棄置於焚化爐燒毀。行政院院長江宜樺聽聞表示相當難過，表示就算是逃脫外勞依然享有人權，勞委會主委潘世偉為此承諾將做後續追查。

## 綠能

### 彰化縣縣長時期

#### 太陽光電
台灣電力公司在彰濱工業區崙尾區建立全國最大太陽能光電工程，裝置容量及投資金額都是全國最高，是世界第54大太陽光電場址。總佔地140公頃、投入62億元、裝置容量達100000瓩，估計完工後可年發1.3億度綠電，可供3萬戶家庭1整年的用電。由於優質光照地理環境是彰化天然資產，目前彰濱光電已繳給彰化縣1104萬印花稅，未來還要繳交營業稅等。

#### 離岸風電
彰化縣擁有全台最淺的海域，外海2,300平方公里，海深不到50公尺，是全世界最優良的風場，總開發容量可達2,400MW，占全國62.6%，未來彰化外海將設置1000支離岸風機，將會是全國離岸風電開發最多的城市。魏明谷表示，離岸風力在四年的施工期間，將有二十億到四十億元印花稅收入；第五年開始營運後，將有三十八億到七十五億元的營業稅收。

## 爭議事件
- 2016年農曆春節過後，彰化縣府低調作業火葬場選址埔鹽鄉評估報告[9]，縣府捨有明確表達意願為此發公文爭取興建的芳苑鄉及口頭表達意願的線西鄉[10]，無預警選擇埔鹽鄉，引起埔鹽鄉民強烈反彈。早先1月份縣府對外仍表示傾向有意願且地目也符合殯葬用的線西、芳苑兩地，農曆年後突然挑上埔鹽鄉，埔鹽自救會成員指出縣府選址決策過程黑箱，無法接受[11]。

- 2016年9月13日，莫蘭蒂颱風侵襲臺灣，中央氣象局已發布海上陸上颱風警報，有縣民透過Facebook向魏明谷專頁留言詢問9月14日彰化縣會不會放假，但卻以「放個毛」回覆，引起爭議。魏明谷稱是秘書的兒子回覆，對於事件造成誤會，魏明谷稱「深感抱歉，未來在網路管理上會再做檢討」[12][13]。

## 外部連結
- 2014 魏明谷競選彰化縣長官方網站

- 2014 魏明谷競選彰化縣長十大政策白皮書

- YouTube上的魏明谷頻道

- 魏明谷 （页面存档备份，存于）
- 魏明谷facebook （页面存档备份，存于）

| 中華民國政府職務 | 中華民國政府職務                                   | 中華民國政府職務 |
| ---------------- | -------------------------------------------------- | ---------------- |
| 彰化縣政府       |                                                    |                  |
| 前任： 卓伯源    | 彰化縣縣長 第十七屆 2014年12月25日－2018年12月25日 | 繼任： 王惠美    |